# Pedricktown, New Jersey
Pedricktown, New Jersey (енгл. Pedricktown) насељено је место без административног статуса у америчкој савезној држави Њу Џерзи.

## Демографија
По попису из 2010. године број становника је 524.
| Група             | 2000.    | 2010.       |
| Белци             | 0 (0,0%) | 452 (86,3%) |
| Афроамериканци    | 0 (0,0%) | 14 (2,7%)   |
| Азијати           | 0 (0,0%) | 1 (0,2%)    |
| Хиспаноамериканци | 0 (0,0%) | 52 (9,9%)   |
| Укупно            | 0        | 524         |